# Інчхон Юнайтед
«Інчхон Юнайтед» (кор. 인천 유나이티드) — південнокорейський футбольний клуб з міста Інчхон, заснований 2003 року.

## Історія
Після того як у місті Інчхон у 2002 році був відкритий сучасний стадіон «Інчхон Мунхак» до чемпіонату світу з футболу 2002 року, влада міста замислилась про створення у місті професіонального клубу. Мер міста Ан Сан Су розпочав процес створення клубу у червні 2003 року з офіційного заснування ФК «Інчхон», а першим головним тренером був призначений німець Вернер Лорант у вересні того ж року. Публічна емісія акцій була розпочата і тривала з жовтня по листопад 2003 року, а в грудні було прийнято назву клубу, «Інчхон Юнайтед». 
Лоран та його тренерський штаб набрали кількох відомих гравців, намагаючись вдало виступити в дебютному сезоні 2004 року. Так у клубі опинились півфіналіст чемпіонату світу Чхве Тхе Ук та наддосвідчений японський плеймейкер Масакійо Маедзоно, втім головною зіркою новоствореної команди став турецький захисник Алпай Озалан, що перейшов з клубу англійської Прем'єр-ліги «Астон Вілла».
Першим матчем клубу в чемпіонаті стала домашня зустріч з клубом «Чонбук Хьонде Моторс» 3 квітня 2004 року, яка закінчилася безгольовою нічиєю. А вже у третьому турі клуб здобув першу перемогу, обігравши з рахунком 1:0 клуб «Соннам». Незважаючи на цей багатообіцяючий початок сезону, надалі «Інчхон» здобюув ще лише одну перемогу на першому етапі сезону та закінчив його на останньому місці з дев'ятьма очками. Головний тренер Лорант відмовився від посади наприкінці серпня, і новим головним тренером став його помічником Чан Ве Рюн, з яким команда покращила результати і у підсумку зайняла передостаннє 12 місце.
Наступний сезон, 2005 року, став для клубу найбільш успішним в його історії: команда виграла регулярну першість, а потім вийшла в фінал плей-оф, де поступилася клубу «Ульсан Хьонде» (1:5; 2:1). Клуб також закінчив сезон 2005 року з найбільшою загальною та середньою відвідуваністю в лізі. Всього на матчі команди прийшло 316 591 глядачів, в середньому 24 533 осіб за гру. У наступні три сезони команда перебувала в числі середняків ліги, а також двічі, у 2006 та 2007 роках, ставала півфіналістом Кубка Південної Кореї.
Перед сезоном 2009 року «Інчхон Юнайтед» призначив Ілію Петковича, який керував збірною Сербії та Чорногорії на чемпіонаті світу 2006 року. З корейським клубом сербський фахівець закінчив регулярний сезон на 5 місці, однак вже в першому раунді плей-оф клуб в серії пенальті поступився «Соннаму».
У середині сезону 2010 року Петкович раптово пішов у відставку через проблеми зі здоров’ям дружини. Через три місяці «Інчхон Юнайтед» призначив його наступником Хо Джон Му, який напередодні вивів Південну Корею до 1/8 фіналу чемпіонату світу 2010 року. У сезоні 2010 року вихованець команди, молодий нападник Ю Бьон Су встиг забити 22 м'ячі за 28 матчів, ставши наймолодшим гравцем в історії К-ліги, який виграв цю нагороду.
В наступні роки команда була серед аутсайдерів вищого дивізіону, а 2014 року стало відомо, що у команди серйозні фінансові проблеми, бо місто Інчхон не могло дозволити собі витратити більше коштів на клуб через Азійські ігри 2014 року. Також пізніше було виявлено, що клуб не виплачував гравцям зарплату вчасно протягом двох місяців, через що клубу довелося продати ключових гравців. Незважаючи на труднощі, клуб зумів врятуватись від вильоту.
13 січня 2015 року «Інчхон Юнайтед» призначив колишнього легендарного нападника Кім До Хуна своїм новим головним тренером. Кім успішно провів дебютний сезон, діставшись з командою фіналу Кубка Південної Кореї вперше в історії клубу, однак клуб програв у фіналі «Сеулу» 1:3.
У 2016 році Кім До Хун покинув клуб і «Інчхон Юнайтед» знову став боротись за виживання.

## Стадіон
«Інчхон Юнайтед» використовував стадіон «Інчхон Мунхак», який був побудований до чемпіонату світу з футболу 2002 року, з дебютного сезону і до 2011 року. Однак, оскільки він був побудований як багатоцільовий стадіон, він був занадто великим і не забезпечував хорошого обзору глядачам. 
З сезону 2012 року клуб став виступати на новозбудованому Футбольному стадіоні Інчхона місткістю 20 891 гляда, який був побудований для Азійських ігор 2014 року.

## Досягнення
- К-Ліга 1:
  - Віце-чемпіон (1): 2015
- Кубок Південної Кореї:
  - Фіналіст (5): 2015